# Fedra
Na mitologia grega, Fedra (do grego φαιδρός (phaidros), "brilhante") é a filha de Minos (rei de Creta) e Pasífae (filha de Hélio), uma oráculo bastante conhecida, irmã de Ariadne, Deucalião e Catreu.
Deucalião, rei de Creta, como sucessor do irmão mais velho Catreu, decide que ela se casará com Teseu (rei de Atenas), que, segundo algumas versões, já era casado com uma amazona (Antíopa, Hipólita), a quem aparentemente tinha raptado. No dia da boda entre Teseu e Fedra, irrompeu uma guerra com as Amazonas, e estas foram derrotadas.
Antíopa e Teseu teriam tido um filho, Hipólito. O jovem era muito formoso e gostava muito de seu pai.
Antes de tudo acontecer os deuses revelaram uma profecia a Fedra, que estava na solidão com seu marido viajando mundo afora, apaixonou-se perdidamente por Hipólito. Ao chegar em casa, Hipólito, que procurava seu pai, não o encontrou e Fedra aproveitou a chance e convidou-o a ir caçar. Ao chegar na floresta eles se separaram do grupo e Fedra se jogou aos braços de Hipólito, sendo que ele se afastou não deixando-a chegar perto e foi embora. Fedra, enquanto Hipólito ia embora, teceu uma corda e amarrou-a em uma árvore e outra ponta em seu pescoço, assim se jogou da árvore se matando. 
Quando Teseu chegou ao palácio, e soube da morte de sua amada, abriu um baú dela, e dentro dele havia uma carta falando que ela se matou após sofrer agressões de Hipólito. Teseu, com muita raiva, condenou Hipólito à morte. 